# Pieter Willem Maria van Meeuwen
Jhr. mr. Pieter Willem Maria van Meeuwen ('s-Hertogenbosch, 3 april  1925 - Lanaken, 22 november 1999) was een Limburgse burgemeester.

## Biografie
Van Meeuwen was een telg uit de familie Van Meeuwen en een zoon van Eerste kamerlid jhr. mr. Pieter Godfried Maria van Meeuwen (1899-1982) en Louisa Augusta Johanna Maria van Lanschot (1899-1991). Hij trouwde in 1955 met mr. Marie Jeanne Hélène Strijkers (1925-2020), waarnemend griffier van een arrondissementsrechtbank, welke laatste een dochter had.
Van Meeuwen was ambtenaar op de gemeentesecretarie van Posterholt toen hij per 1 mei 1958 werd benoemd tot burgemeester van Bocholtz wat hij tot 1964 zou blijven. Per 16 januari van dat laatste jaar werd hij benoemd tot burgemeester van Beek. Hij bleef burgemeester van Beek tot 1 januari 1981 nadat hem om gezondheidsredenen eervol ontslag op verzoek was verleend.